# VPN passthrough
VPN pass-through — одна из технологий маршрутизаторов (роутеров), позволяющая подключенному к нему устройству (или нескольким устройствам) использовать протоколы VPN и устанавливать исходящее VPN-соединение. В настоящее время VPN pass-through встречается во многих роутерах.

## Принцип работы
NAT – технология трансляции сетевых адресов, которая, в настоящее время, реализована в большинстве современных маршрутизаторов. В силу особенностей устройства широкоиспользуемых протоколов VPN-соединений, таких как PPTP или IPSec, пакеты GRE (протокол), ESP или иных специфичных для VPN протоколов могут испытывать проблемы при прохождении через NAT. 
Одним из решением этой проблемы является технология VPN-Passthrough, применение которой позволяет маршрутизатору выпускать во внешнюю сеть пакеты VPN-протоколов, не осуществляя при этом переназначение портов, которые в пакетах того же протокола сетевого уровня GRE, просто не используются. Работающий в соответствии с этой технологией маршрутизатор сопоставляет адреса источника исходящих пакетов, расположенные в частной сети и их адреса назначения в Интернет и использует эти соответствия при пропуске обратного трафика протоколов VPN из Интернет к устройствам частной сети.
В отличие от схожего по своему назначению протокола NAT traversal, VPN-passthrough не требует своей поддержки на другом конце VPN-соединения и незаметен для другой стороны.